# Alue Baro
Alue Baro is een bestuurslaag in het regentschap Aceh Selatan van de provincie Atjeh, Indonesië. Alue Baro telt 482 inwoners (volkstelling 2010).